# Suphisellus bicolor
Suphisellus bicolor là một loài bọ cánh cứng trong họ Noteridae. Loài này được Say miêu tả khoa học đầu tiên năm 1830.